# Jóannes Eidesgaard
Jóannes Dan Eidesgaard (ur. 19 kwietnia 1951 w Tvøroyri) – farerski polityk, premier Wysp Owczych. Sprawował swoją pozycję od 3 lutego 2004, krótko po tym, jak do parlamentu została wybrana jego partia, Farerska Partia Socjaldemokratyczna (far. Føroya Javnaðarflokkur). 26 września 2008 zrezygnował z urzędu.

## Kariera
Jóannes Eidesgaard po raz pierwszy zasiadł w parlamencie w 1990 roku, z ramienia Partii Socjalnej. Przez rok jeszcze pracował w szkole, do uzyskania fotela ministra, którym pozostał w latach 1991–1996, kiedy stał się przewodniczącym swej partii. Odpowiadał za różnorakie aspekty: zdrowie, kulturę, finanse i inne. Już w 1994 był deputowany do objęcia stanowiska premiera, jednak aż do 2004 roku, jego partia pozostawała w opozycji. W 1998 roku został wybrany, jako jeden z dwóch przedstawicieli Wysp Owczych, do duńskiego parlamentu. 2004 rok okazał się dla Partii Socjalnej bardzo pomyślnym, gdyż podpisała koalicję z Partią Ludową oraz Partią Unii, a Eidesgaard, w jej wyniku został premierem swego kraju.
Po wyborach parlamentarnych w styczniu 2008, jego partia uformowała koalicję ze zwycięską Republiką oraz Farerską Partią Centrum, a Eidesgaard zachował fotel premiera. Jednakże koalicja rozpadła się 24 września 2008. Farerska Partia Socjaldemokratyczna zawarła wówczas koalicję z Partią Unii oraz Farerską Partią Ludową. 26 września 2008 Eidesgaarda na stanowisku szefa rządu zastąpił lider Partii Unii, Kaj Leo Johannesen.